# Retribution for the Dead
Retribution for the Dead è un EP degli Autopsy, pubblicato nel 1991 per conto della Peaceville Records. Le canzoni Destined to Fester e In the Grip of Winter saranno successivamente registrate anche per l'album Mental Funeral, mentre la title track è un'esclusiva di questo EP.

## Tracce
1. Retribution for the Dead – 4:27
2. Destined to Fester – 4:18
3. In the Grip of Winter – 4:29